# KSZO Ostrowiec Świętokrzyski
Klub Sportowy Zakładów Ostrowieckich Ostrowiec Świętokrzyski – polski wielosekcyjny klub sportowy, powstały 11 sierpnia 1929 w Ostrowcu Świętokrzyskim. W latach 1949–1956 występował pod nazwą Stal Ostrowiec.

## Sekcje istniejące
- sekcja bokserska – założona w 1932. W okresie międzywojennym jej trenerem był m.in. Janisław Sipiński. Już w styczniu 1934 zawodnicy sekcji startowali w mistrzostwach juniorów okręgu w Lublinie, w wadze półśredniej triumfował wówczas reprezentant klubu, Czuba[3]. W 1996 uzyskała prawo startu w I lidze; została z niej wycofana w 2000[4]. Pięściarze KSZO wywalczyli kilkanaście medali mistrzostw Polski seniorów (przede wszystkim w latach 90.), w tym Tomasz Miałkowski zdobył w 1999 złoto w wadze półciężkiej[5].
- sekcja piłki ręcznej mężczyzn – założona w 1964, od sezonu 2014/2015 występuje w I lidze.

- sekcja piłki siatkowej kobiet – założona w 1999, od sezonu 2014/2015 występuje w Orlen Lidze. W związku z awansem drużyny do najwyższej klasy rozgrywkowej, członkowie Stowarzyszenia KS KSZO Ostrowiec Świętokrzyski zadecydowali o powołaniu spółki akcyjnej, która zajęła się prowadzeniem zespołu[6].

- sekcja piłki wodnej mężczyzn – założona w 1932, pierwszy awans do I ligi wywalczyła w 1936 po zwycięstwie nad Sokołem w Poznaniu[4]. Waterpoliści KSZO dziewięciokrotnie zdobyli mistrzostwo Polski seniorów (1946, 1948, 1972, 1973, 1994, 1995, 1997, 1998, 2001) oraz sześciokrotnie mistrzostwo Polski juniorów (1985, 1986, 1993, 1994, 2021, 2022).[7] Osobny artykuł: KSZO Ostrowiec Świętokrzyski (piłka wodna).
- sekcja pływania – założona w 1930, klubową pływalnię wybudowano w 1954.

Sekcja wykształciła olimpijczyków i medalistów mistrzów Polski. Pływakami KSZO byli w przeszłości m.in. Zbigniew Pacelt i Jerzy Tracz; współcześnie m.in.: Donata Kilijańska i Marcin Kaczmarski.

## Sekcje historyczne
- sekcja piłki nożnej – założona w 1929. Przez trzy sezony piłkarze KSZO występowali w I lidze (1997/1998 i 2001–2003), w której rozegrali łącznie 92 mecze – 18 wygrali, 17 zremisowali, a 57 przegrali (bilans bramkowy: 73–147). Najwyższe zwycięstwo w I lidze odnieśli 25 sierpnia 2001, pokonując 3:0 Widzew Łódź; najwyższą porażkę ponieśli zaś 12 kwietnia 2003, przegrywając 0:6 z Legią Warszawa. W trakcie rundy wiosennej sezonu 2011/2012 wycofali się z rozgrywek II ligi.

W przeszłości funkcjonowały również sekcje: kolarstwa (jej zawodnicy odnosili sukcesy w latach 30., m.in. Adolf Sobótko zdobył w 1936 w Łodzi brązowy medal mistrzostw Polski w wyścigu przełajowym), lekkoatletyki i judo (w latach 1984–1995).